# Nu2 Lupi
Nu2 Lupi (ν2 Lupi) è una stella della sequenza principale di tipo G di sesta magnitudine situata nella costellazione del Lupo a circa 48 anni luce di distanza dalla Terra. Le proprietà fisiche della stella sono simili a quelle del Sole sebbene Nu2 Lupi sia significativamente più antica.

## Caratteristiche
Nu2 Lupi è una stella luminosa, appena osservabile ad occhio nudo in buone condizioni osservative, che si trova nella costellazione del Lupo vicino al confine con la costellazione del Regolo e vicino all'equatore galattico.
Nu2 Lupi ha un moto proprio particolarmente grande, di oltre 1,6 secondi d'arco all'anno. Ciò indica che la stella è vicina, come confermato nel secolo scorso dalle misurazioni della parallasse. Nel Catalogo Gliese delle stelle vicine, viene riportata una parallasse di 63,1 ± 7,8 millisecondi d'arco; la parallasse del catalogo Hipparcos, molto più accurata, è di 67,51 ± 0,39 millisecondi d'arco e fornisce una distanza di 48,3 ± 0,3 anni luce, rendendo Nu2 Lupi una delle stelle di sequenza principale di tipo G più vicine al Sole.
Sorprendentemente Nu2 Lupi ha anche una elevata velocità radiale di -68,7 km/s. Combinando questo dato con il suo ampio moto proprio, diventa evidente che la stella si muove molto più velocemente attraverso la galassia rispetto al Sole. Ciò indica che la stella è un membro di una popolazione stellare più antica e ciò è confermato anche dalla sua posizione nel diagramma di Toomre dove mostra la cinematica di una stella a disco spesso. La notevole età della stella è supportata anche dai suoi parametri spettroscopici: la profondità delle righe spettrali del ferro implica un'abbondanza di ferro di -0,34 ± 0,01 dex (il 46 ± 1% dell'abbondanza del ferro nel Sole), un valore tipico per una stella a disco spesso. Inoltre la gravità superficiale della stella è leggermente inferiore a quella tipica di una stella di tipo G della sequenza principale, il che indica un'evoluzione modesta, che se combinata con una massa derivata spettroscopicamente di 0,87 ± 0,03 masse solari, implica un'età di circa 12,3 miliardi di anni (oltre il doppio dell'età del Sole). Nu2 Lupi è quindi probabilmente una delle stelle più antiche del vicinato solare.

## Sistema planetario
Il 12 settembre 2011 sono stati annunciati tre pianeti di piccola massa attorno alla stella, scoperti grazie ai dati dello spettrografo HARPS. I due pianeti interni sono stati individuati anche col metodo del transito nel 2020, consentendo una determinazione precisa della loro massa e del loro raggio. Nel 2021 grazie alle osservazioni di CHEOPS è stato scoperto un terzo pianeta, Nu2 Lupi d, e anche per questo pianeta è stato possibile calcolare la massa e il raggio.
| Pianeta    | Massa               | Raggio                | Periodo orb.    | Sem. maggiore | Eccentricità | Incl. orbita |
| ---------- | ------------------- | --------------------- | --------------- | ------------- | ------------ | ------------ |
| Nu2 Lupi b | 4,68±0,4 M⊕         | 1,643±0,035 r⊕        | 11,5778 giorni  | 0,0963 UA     | 0,079        | 88,53±0,11°  |
| Nu2 Lupi c | 11,22+0,60 −0,58 M⊕ | 2,857+0,058 −0,057 r⊕ | 27,592 giorni   | 0,1717 UA     | 0,037        | 88,580°      |
| Nu2 Lupi d | 8,66+0,90 −0,91 M⊕  | 2,507±0,042 r⊕        | 107,1363 giorni | 0,4243 UA     | ~0           | 89,766°      |